# Bredero-monument
Het Bredero-monument is een kunstwerk in Amsterdam-Centrum.
Het beeld in gepolijst brons en op een stenen sokkel is van de hand van beeldhouwer Piet Esser. Esser had een verzoek tot dat beeld al in 1956 gekregen van burgemeester Arnold Jan d'Ailly. Hij had de wassen en gipsen voorstudie klaar in 1962, toch werd het beeld pas op 26 september 1968 onthuld door burgemeester Ivo Samkalden in bijzijn van kunstenaar en dochter Susanne. De gemeente Amsterdam had (waarschijnlijk achteraf) opdracht voor het werk gegeven ter viering van de 350e sterfdag van de schrijver. Het zou ongeveer 45.000 gulden hebben gekost. De plaats van het beeld was te danken aan een tentoonstelling over de schrijver, die destijds in de De Waag gehouden werd. Het beeld staat dan ook op de Nieuwmarkt, die de Waag omringt. Het beeld staat op de noordelijke ingang van de Bijleveldschesluis. 
Esser liet zich voor het kunstwerk inspireren door enkele regels uit Gerbrand Adriaensz. Bredero's Spaanschen Brabander. Jerolimo, de Spaanse Brabander, wil gebruik maken van de diensten van Trijn Jans: 
Jerolimo: "O joffrou, wildy my een courtesy bewijzen, so laet u slave toe dat hij u eensjens kust"
Een afwerende Trijn Jans: "Nou, Joncker, niet te stout, ay lieve houtje rust" (ze wil eerst geld zien).
Esser maakte van het werk eerst dus nog een voorstudie. Die voorstudie kreeg in 1993 een plaats in Nes (Ameland), zijn dochter Barbara Esser was kunstenares aldaar. Dit beeld is door de erven Esser in bruikleen gegeven aan het Museum Beelden aan Zee; het staat momenteel in de beeldentuin van kasteel Havixhorst in het Reestdal.